# Thomas Seay

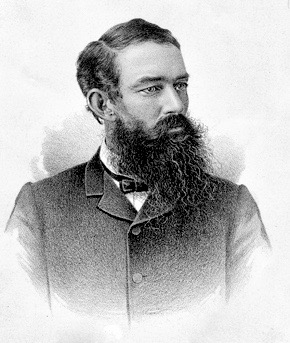
Thomas Seay

Thomas Seay (* 20. November 1846 im Greene County, Alabama; † 30. März 1896 in Greensboro, Alabama) war ein US-amerikanischer Politiker (Demokratische Partei) und der 27. Gouverneur von Alabama.

## Frühe Jahre und politischer Aufstieg
Bis zu seinem zwölften Lebensjahr besuchte er die Landschulen. Anschließend wurde er zur weiteren Ausbildung nach Greensboro geschickt. Danach ging er bis zum Ausbruch des Amerikanischen Bürgerkriegs auf die Southern University. Seay verpflichtete sich 1863 in der Konföderiertenarmee. Er wurde gefangen genommen und auf Ship Island inhaftiert. Nach dem Krieg kehrte Seay an die Southern University zurück und graduierte dort 1867. Danach studierte er in Greensboro Jura und wurde 1869 als Anwalt zugelassen. Im selben Jahr wurde er Juniorpartner der Kanzlei Coleman and Seay und praktizierte so bis 1885.
Seay entschloss sich 1874, eine politische Laufbahn einzuschlagen, indem er erfolglos für den Senat von Alabama kandidierte. 1876 wurde er schließlich doch noch gewählt. Er wurde im Laufe der nächsten zehn Jahre immer wiedergewählt und war von 1884 bis 1886 Vorsitzender des Senats. Ferner war Seay in den Jahren 1880 und 1884 Delegierter zur Democratic National Convention sowie Vizepräsident der National Prison Association.

## Gouverneur von Alabama
Am 2. August 1886 wurde Seay zum 27. Gouverneur von Alabama gewählt und am 1. Dezember 1886 vereidigt. Ferner wurde er am 6. August 1888 für eine zweite Amtszeit wiedergewählt. Während seiner Amtszeiten wurden die Renten für die invaliden Konföderiertenveteranen, sowie ihre Witwen unterstützt, die Grundsteuer wurde herabgesetzt, der erste Alabama Stahl bei North Birmingham hergestellt und die Savannah and Western Railroad in Birmingham eröffnet. Die State Normal School (heute Troy University), die State Normal School für Afroamerikaner (heute Alabama State) in Montgomery, sowie die Alabama Academy für Blinde in Talladega wurden gegründet. Ferner wurde 1897 die Farmers Alliance, sowie 1889 die Alabama Farmers and Laborers Union of America gegründet. Seay verließ am 1. Dezember 1890 sein Amt.

## Weiterer Lebenslauf
Er kandidierte für den US-Senat, scheiterte und kehrte nach Greensboro zurück, wo er im Alter von 49 Jahren am 30. März 1896 verstarb. Seay war zweimal verheiratet und zwar mit Ellen Smaw, sowie mit Clara de Lesdernier. Das Ergebnis dieser Verbindungen waren sechs Kinder.